# Elezioni comunali in Liguria del 1987
Le elezioni comunali in Liguria del 1987 si tennero il 14-15 giugno.

## Provincia di Imperia

### Ventimiglia
| Partito                                                                                      | Partito                                       | Voti   | %     | Seggi | Differenza (%) | /       |
| -------------------------------------------------------------------------------------------- | --------------------------------------------- | ------ | ----- | ----- | -------------- | ------- |
|                                                                                              | Democrazia Cristiana                          | 4 940  | 27,26 | 9     | 6,94           | 2       |
|                                                                                              | Partito Comunista Italiano                    | 4 000  | 22,07 | 7     | 0,41           | Stabile |
|                                                                                              | Partito Socialista Italiano                   | 3 117  | 17,20 | 5     | Stabile        | 1       |
|                                                                                              | Gens Nova                                     | 1 766  | 9,74  | 3     | -              | 3       |
|                                                                                              | Partito Socialista Democratico Italiano       | 1 486  | 8,20  | 2     | 0,55           | 1       |
|                                                                                              | Partito Repubblicano Italiano                 | 1 354  | 7,47  | 2     | 0,15           | Stabile |
|                                                                                              | Movimento Sociale Italiano - Destra Nazionale | 827    | 4,56  | 1     | 0,43           | Stabile |
|                                                                                              | Democrazia Proletaria                         | 633    | 3,49  | 1     | 0,77           | 1       |
| Totale                                                                                       | Totale                                        | 18 123 | 100   | 30    |                |         |
| Votanti                                                                                      |                                               |        |       |       |                |         |
| Elettori                                                                                     |                                               |        |       |       |                |         |
| Fonte: Archivio Storico La Stampa, su archiviolastampa.it. URL consultato il 17 agosto 2025. |                                               |        |       |       |                |         |